# Abutilon leucopetalum
Abutilon leucopetalum är en malvaväxtart som först beskrevs av Ferdinand von Mueller, och fick sitt nu gällande namn av George Bentham. Abutilon leucopetalum ingår i släktet klockmalvor, och familjen malvaväxter. Inga underarter finns listade i Catalogue of Life.